# Larinia tyloridia
Larinia tyloridia är en spindelart som beskrevs av Patel 1975. Larinia tyloridia ingår i släktet Larinia och familjen hjulspindlar. Inga underarter finns listade i Catalogue of Life.